# Fransk-tyska vänskapen

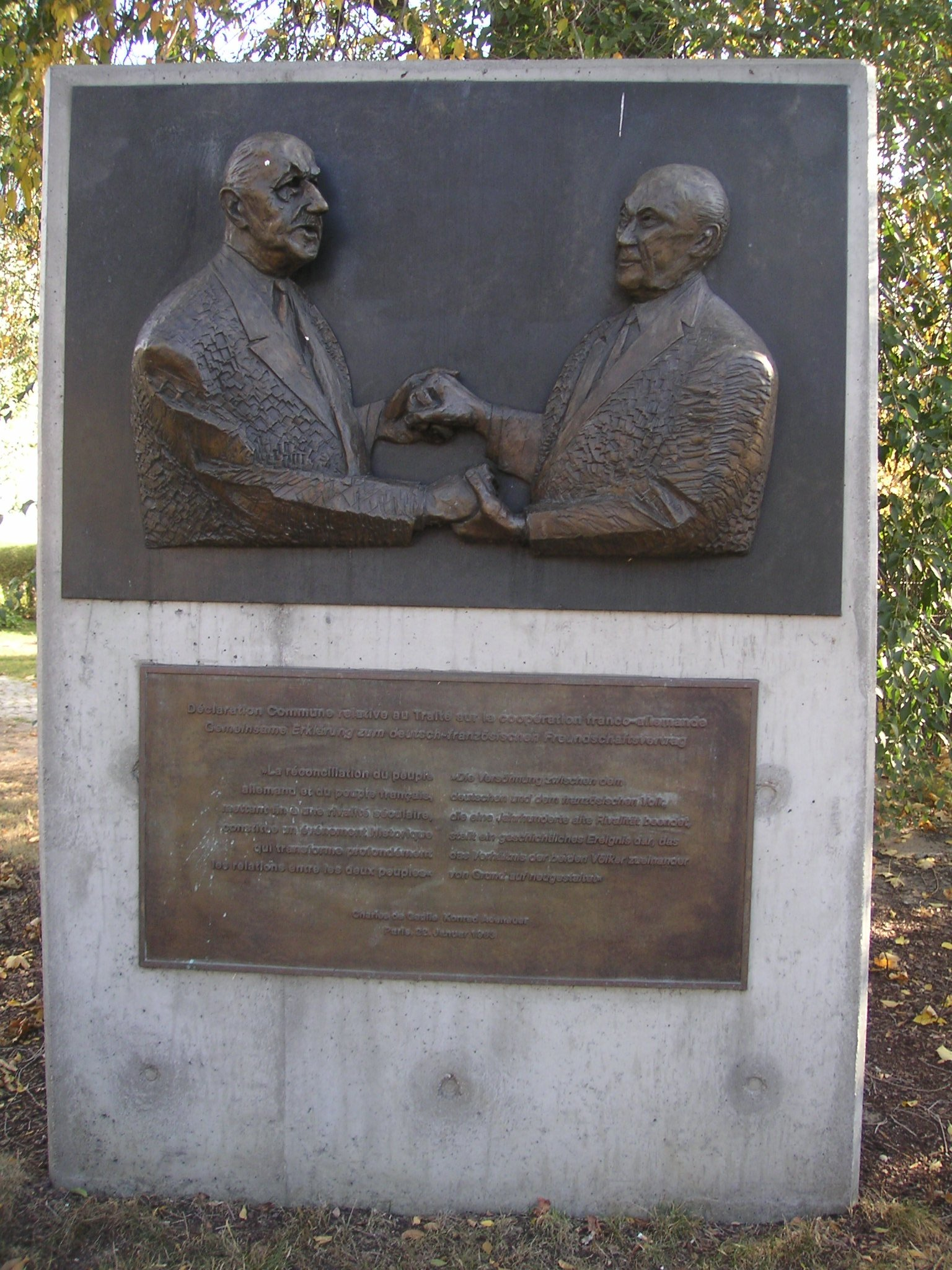
Minnessten över Charles de Gaulle och Konrad Adenauer.

Fransk-tyska vänskapen syftar på de diplomatiska relationer mellan Frankrike och Tyskland som uppstod efter andra världskriget. Andra världskriget utgjorde den tredje konflikten mellan länderna på mindre än 100 år, och för att undvika ett nytt krig och för att få slut på revanschismen har bägge länderna tagit stora steg för att försonas. 
Vänskapen har utvecklats parallellt med den europeiska unionen, och Frankrike och Tyskland har hela tiden utgjort en motor i byggandet av den europeiska unionen (det som ibland kallas för den fransk-tyska axeln). Élysée-fördraget formaliserade försoningsprocessen.

## Historisk bakgrund
1963 skrev den franske presidenten Charles de Gaulle och den västtyske förbundskanslern Konrad Adenauer under Élysée-fördraget, och gjorde därigenom det fransk-tyska samarbetet till verklighet. Som ett resultat knöt flera städer, skolor, regioner och universitet vänskapsband med varandra, och Office franco-allemand pour la jeunesse (OFAJ; ungefär "fransk-tyska ungdomsrådet") gjorde det möjligt för miljoner ungdomar att delta i utbyten. Sedan 1999, och enligt det Weimarfördrag som skrevs under 1997, stödjer Université franco-allemande (UFA; ungefär fransk-tyska universitetet) partnerskap mellan både tyska och franska högre lärosäten. Fördraget gör det också möjligt för studenter från Frankrike och Tyskland att göra delar av studierna i bägge länderna, samt för forskare att dela sina kunskaper.
Den fransk-tyska vänskapen har hela tiden varit en motor i byggandet av det europeiska samarbetet efter andra världskriget.

## De fransk-tyska "paren"
Den fransk-tyska motorn, axeln eller vänskapen (beroende på sammanhang) har ofta förstärkts av goda relationer mellan Tysklands förbundskansler och Frankrikes president:
- Konrad Adenauer och Charles de Gaulle (1959–1963)
- Willy Brandt och Georges Pompidou (1969–1974)
- Helmut Schmidt och Valéry Giscard d'Estaing (1974–1981)
- Helmut Kohl och François Mitterrand (1982–1995)
- Gerhard Schröder och Jacques Chirac (1998–2005)
- Angela Merkel och Jacques Chirac (2005–2007)
- Angela Merkel och Nicolas Sarkozy (2007–2012)
- Angela Merkel och François Hollande (2012-2017)
- Angela Merkel och Emmanuel Macron (2017-2021)
- Olaf Scholz och Emmanuel Macron (sedan 2021)

## Aktiviteter
Bland aktiviteterna finns:
- Skapandet av Institut Laue-Langevin
- Fransk-tyska brigaden av Eurokåren som är bilateral och baserad i Tyskland
- den gemensamma TV-kanalen Arte
- Skapandet av gemensamma tysk-franska historieböcker till undervisning

- Dessutom har, som en del av vänskapen mellan folken, länderna ofta ingått vänortsband och liknande utbyten mellan franska och tyska städer, skolor, regioner och universitet.